# 萨尔瓦托雷·里纳
萨尔瓦托雷·里纳（Salvatore "Totò" Riina，1930年11月16日—2017年11月17日），意大利黑手党党首，绰号“野兽”，是历史上最血腥的黑手党毒贩之一，在罗马、博洛尼亚、佛罗伦萨组织多次恐怖活动，杀死上百人。 